# Ricardo Cabanas
Ricardo Cabanas Rey (Zúrich, 17 de enero de 1979) es un exfutbolista suizo de origen Español. Jugó de centrocampista y su último equipo fue el Grasshopper-Club Zürich de la Super Liga Suiza.

## Trayectoria
Su carrera profesional comenzó en 1998 en el Grasshoppers, donde jugó hasta enero de 2006, salvo un breve paréntesis en la temporada 2003-2004 en la que estuvo con la EA Guingamp (Francia).
En 2006 se pasó a la Bundesliga alemana, donde pudo jugar bajo su antiguo entrenador Hanspeter Latour. Cabanas firmó entonces un contrato con el FC Colonia que se prolongaría hasta finales de la temporada 2009/10, pagando por su transferencia 650.000 euros. En esa ciudad recibió el apodo de Kabänes, que es un licor amargo típico de la zona. El 13 de junio de 2007, rompió su contrato con el Colonia. Regresó al club suizo Grasshopper Zúrich, en donde se le otorgó un contrato de cinco años.
Como dato adicional, Cabanas habla seis idiomas: gallego, castellano, francés, italiano, alemán e inglés. Jugó 2 partidos amistosos con la Selección de Galicia, contra la Selección de Uruguay el 29 de diciembre de 2005 y contra la Selección de Irán el 27 de diciembre de 2008, ambos con victoria de la Galicia por 3 - 2. Es primo del también futbolista Raúl Cabanas.

## Selección nacional
Ha sido internacional con la Selección de fútbol de Suiza en 47 partidos marcando 4 goles.
Después de que Cabanas adoptase la ciudadanía suiza, jugó en primer lugar en el U-21 el equipo nacional. Con él, llegó en el Campeonato Europeo 2002 en Suiza en las semifinales.
En la clasificación para la Copa Mundial 2006, el diario deportivo L'Équipe lo describió como el mejor jugador de campo el 26 de marzo de 2005. Otro éxito del equipo nacional en su carrera fue la calificación de Suiza a la Copa Mundial 2006 en Alemania. Allí llegó con su equipo a los octavos de final, que perdieron contra Ucrania.
Adicionalmente, el jugador ha disputado tres encuentros de carácter amistoso con la Selección de fútbol de Galicia: participó en el encuentro de recuperación de dicha selección, jugado contra la Selección de fútbol de Uruguay en Santiago de Compostela el 29 de diciembre de 2005, contra la Selección de fútbol de Ecuador en La Coruña el 28 de diciembre de 2006 y contra la Selección de fútbol de Irán en La Coruña el 27 de diciembre de 2008.

### Participaciones en Copas del Mundo
| Mundial                        | Sede     | Resultado        |
| ------------------------------ | -------- | ---------------- |
| Copa Mundial de Fútbol de 2006 | Alemania | Octavos de final |

## Clubes
| Club        | País     | Año         |
| ----------- | -------- | ----------- |
| Grasshopper | Suiza    | 1997 - 2003 |
| Guingamp    | Francia  | 2003 - 2004 |
| Grasshopper | Suiza    | 2004 - 2006 |
| FC Köln     | Alemania | 2006 - 2007 |
| Grasshopper | Suiza    | 2007 - 2012 |